# Till it breaks
Till it breaks (Hasta que se rompa) es el tercer disco de estudio del grupo Najwajean (formado por Najwa Nimri y Carlos Jean) editado el 18 de abril de 2008. A diferencia de su primer disco No Blood es más Rock.
La canción "Crime" ha sido el primer sencillo extraído del disco.

## Lista de canciones
1. Illness
2. For Me Tonight
3. Crime (Single)
4. Death
5. I wish the Cat Could Talk
6. Hookers
7. Gold Note
8. Frontier
9. Don´t Cry
10. Singing
11. Drive Me
12. Wanna Be
13. World Asleep (iTunes Bonus Track)[2]

## Listas
| Lista          | Mejor posición | Certificación |
| -------------- | -------------- | ------------- |
| Top 100 España | 16             | -             |